# Mister Gay World
Mister Gay World is een jaarlijkse internationale schoonheidswedstrijd voor homoseksuele mannen die sinds 2009 wordt georganiseerd door Eric Butter, Dean Nelson en Tore Aasheim. 
Deelnemen kunnen mannen die in het voorgaande jaar een nationale Mister Gay-verkiezing in hun land gewonnen hebben, zoals Mister Gay Belgium of Mister Gay Netherlands.

## Finales en winnaars
| Jaar | Datum    | Locatie      | Winnaar                    | Land                | Belgische kandidaat                  | Nederlandse kandidaat                                                 |
| ---- | -------- | ------------ | -------------------------- | ------------------- | ------------------------------------ | --------------------------------------------------------------------- |
| 2018 | mei      | Knysna       | Jordan Paul Bruno          | Australië           | Jaimie Deblieck                      | (geen deelname)                                                       |
| 2017 | mei      | Maspalomas   | John Fernandez Raspado     | Filipijnen          | Raf Van Puymbroeck                   | (geen deelname)                                                       |
| 2016 | 23 april | San Ġiljan   | Roger Gosalbez Pitaluga    | Spanje              | Skelte Willems - top 12              | Steven van Akelijen                                                   |
| 2015 | 2 mei    | Knysna       | Klaus Burkart              | Duitsland           | Jordy De Smedt - 4e plaats           | (geen deelname)                                                       |
| 2014 | 31 aug.  | Rome         | Stuart Hatton              | Verenigd Koninkrijk | Willem Joris                         | (geen deelname)                                                       |
| 2013 | 4 aug.   | Antwerpen    | Christopher Michael Olwage | Nieuw-Zeeland       | Tom Goris                            | Ashley Peternella - 4e plaats - Mr. Gay Sports Challenge              |
| 2012 | 8 april  | Johannesburg | Andreas Derleth            | Nieuw-Zeeland       | (geen deelname)                      | Thom Goderie - 5e plaats - Mr. Gay Formal Wear - Mr. Gay Congeniality |
| 2011 | 13 maart | Manilla      | Francois Nel               | Zuid-Afrika         | (teruggetrokken)                     | Mischa Germeraad - top 10                                             |
| 2010 | 13 febr. | Oslo         | Charl Van Den Berg         | Zuid-Afrika         | Cédric Fievet - Mr. Gay Congeniality | (geen deelname)                                                       |
| 2009 | 8 febr.  | Whistler     | Max Krzyzanowski           | Ierland             | (geen deelname)                      | (geen deelname)                                                       |